# Shenae Grimes
Shenae Grimes-Beech (Toronto, Ontario; 24 de octubre de 1989), acreditada la mayor parte de su carrera como Shenae Grimes, es una actriz canadiense nacionalizada estadounidense. Ella interpretó a Annie Wilson en 90210, un spin-off de Beverly Hills, 90210. Antes de eso, tuvo un papel recurrente en la serie de televisión Naturally, Sadie, e interpretó a Darcy Edwards en Degrassi: The Next Generation por cuatro temporadas. Tuvo un cameo en la película de terror Scream 4.

## Primeros años
Grimes nació en Toronto, Ontario. Ella tiene tres hermanos, Aiden, Liam y Maya. Ella asistió a la Escuela pública Forest Hill para la escuela primaria. Asistió a Forest Hill Collegiate Institute, junto con su coestrella, Aubrey Graham (Drake). Ella se internó en Fashion Television en Toronto como parte de su educación secundaria. Grimes asistió a City Academy, una escuela privada para sus dos últimos años de escuela secundaria.

## Carrera
Comenzando con un papel recurrente en 2004, Grimes se convirtió en protagonista de Degrassi: The Next Generation en 2006, interpretando el papel de Darcy Edwards. En 2008, Grimes dejó la serie y Canadá después de ser elegida como Annie Wilson en 90210, spin-off de Beverly Hills, 90210.
También apareció en Picture This junto a Ashley Tisdale y con su excompañera de Degrassi: The Next Generation Lauren Collins, y luego en True Confessions of a Hollywood Starlet junto a la cantante JoJo.
En 2009, Grimes fue nombrada una de las personas más bellas del mundo, sin maquillaje, por la revista People. Ella también apareció en un video musical para el grupo de rock Our Lady Peace en la canción "All You Did Was Save My Life".
Grimes aparece en el cortometraje de moda de 2010 Unzipped. Ella escribió y dirigió un vídeo musical en 2010 con su canción "Myself and I", que cuenta con una aparición de su coestrella de 90210 Ryan Eggold. Ella también participó en el video del YouTuber Freddie Wong "Gun Size Matters". Ella hizo un cameo en la película de terror Scream 4, lanzado en abril de 2011.
En 2011, viajó a Japón con sus 90210 compañeros de trabajo de 90210 AnnaLynne McCord y Jessica Stroup para asistir al Asia Girls Explosion (AGE) en Tokio, después de filmar el final de la tercera temporada de 90210. Grimes fue atrapada en Japón debido a los acontecimientos del tsunami y de terremotos. Según la actriz, ella estaba en el templo de Buda en el momento en que ocurrieron los terremotos. Por lo tanto, ella comenzó una campaña llamada "Spread The Heart" con el fin de apoyar Japón por el alivio de víctima después de los acontecimientos del tsunami y de los terremotos. Muchas celebridades se unieron a la campaña que más tarde se convirtió en un gran movimiento.
En mayo de 2011, durante su hiato en 90210, ella tomó un internado de seis semanas en Teen Vogue en la ciudad de Nueva York. Dijo que trabajar como editora de una revista de moda siempre ha sido su sueño.
En el otoño de 2011, dirigió un videoclip para la canción original de Megan and Liz "Are You Happy Now?" para crear conciencia sobre la lucha contra la intimidación, en asociación con DoSomething.org.
En 2013, Grimes protagonizó la película Sugar sobre una chica fugitiva que vive en las calles de Venice, Los Ángeles.

## Vida personal
Grimes comenzó a salir con el modelo británico y el músico Josh Beech en marzo de 2012. En diciembre de 2012, después de nueve meses de salir, ella anunció que ella y Beech estaban comprometidos. Se casaron el 10 de mayo de 2013 en Ashford, Kent, Inglaterra. En mayo de 2018, la pareja anunció que estaban esperando su primer hijo. Su hija, Bowie Scarlett Beech, nació en septiembre de 2018. En febrero de 2021 hizo público que estaba embarazada por segunda vez. Su segunda hija, Kingsley Taylor Beech, nació el 13 de agosto de 2021.
En diciembre de 2019 Grimes anunció a través de Instagram que tiene la doble nacionalidad canadiense y estadounidense. Grimes es atea.

## Filmografía
| Año  | Título                         | Personaje        | Notas           |  |
| ---- | ------------------------------ | ---------------- | --------------- |  |
| 2008 | The Cross Road                 | Bridget          |                 |  |
| 2009 | Dead Like Me: Life After Death | Jennifer Hardick | Direct-to-video |  |
| 2010 | Gun Size Matters               | Ella misma       | Cortometraje    |  |
| 2011 | Scream 4                       | Trudie           | Cameo           |  |
| 2013 | Empire State                   | Eleni            |                 |  |
| 2013 | Sugar                          | Sugar            |                 |  |
| 2016 | Date with Love (TV)            | Alex Allen       |                 |  |
| 2018 | The Rake                       | Ashley           | Direct-to-video |  |

| Año       | Título                                  | Rol                      | Notas                                                       |
| --------- | --------------------------------------- | ------------------------ | ----------------------------------------------------------- |
| 2004–2008 | Degrassi: The Next Generation           | Darcy Edwards            | Recurrente (temp. 4–5); principal (temp. 6–7); 40 episodios |
| 2005      | Shania: A Life in Eight Albums          | Eilleen Twain 13–16 años | Película para televisión                                    |
| 2005      | Biography                               | Shania Twain adolescente | Episodio: "Shania Twain"                                    |
| 2005      | Kevin Hill                              | Katie Lassman            | Episodio: "Sacrificial Lambs"                               |
| 2005–2007 | Naturally, Sadie                        | Arden Alcott             | Recurrente; 15 episodios                                    |
| 2006      | 72 Hours: True Crime                    | Muchacha adolescente     | Episodio: "Lust"                                            |
| 2008–2013 | 90210                                   | Annie Wilson             | Principal; 114 episodios                                    |
| 2008      | Picture This                            | Cayenne                  | Película para televisión                                    |
| 2008      | True Confessions of a Hollywood Starlet | Marissa Dahl             | Película para televisión                                    |
| 2009      | Overruled!                              | Abby                     | No acreditada; Episodio: "Style Conscience"                 |
| 2010      | The Hills                               | Ella misma               | Episodio: "Between a Rocker and a Hard Place"               |
| 2012      | Punk'd                                  | Ella misma               | Episodio: "Tyler the Creator"                               |
| 2012      | America's Next Top Model                | Ella misma               | Episodio: "The Girl Who Cries Home"                         |
| 2012      | Britain & Ireland's Next Top Model      | Ella misma               | Ciclo 8, episodio 12                                        |
| 2014      | The Hazing Secret                       | Megan Harris             | Película para televisión                                    |
| 2015      | Christmas Incorporated                  | Riley                    | Película para televisión                                    |
| 2016      | Sandra Brown's White Hot                | Sayre Hoyle              | Película para televisión                                    |
| 2016      | Date with Love                          | Alex Allen               | Película para televisión                                    |
| 2016      | Newlywed and Dead                       | Christine                | Película para televisión                                    |
| 2017      | iZombie                                 | Piper                    | Episodio: "Dirt Nap Time"                                   |

| Año  | Título                       | Artista        | Notas                                     |
| ---- | ---------------------------- | -------------- | ----------------------------------------- |
| 2009 | All You Did Was Save My Life | Our Lady Peace | Filmada en Hamilton, Ontario, Canadá      |
| 2010 | Myself and I                 | Shenae Grimes  | Debuta dirigiendo, cantando y componiendo |
| 2011 | Are You Happy Now?           | Megan & Liz    | Directora                                 |

## Premios y nominaciones
| Año  | Premios                            | Categoría | Trabajo                       | Resultado | Refs.  |
| ---- | ---------------------------------- | --- | ----------------------------- | --------- | ------ |
| 2006 | Young Artist Award                 | Best Young Ensemble Performance in a TV Series (Comedy or Drama) (Compartido con: Dalmar Abuzeid, John Bregar, Deanna Casaluce, Daniel Clark, Lauren Collins, Ryan Cooley, Marc Donato, Jake Epstein, Stacey Farber, Aubrey Graham, Jake Goldsbie, Jamie Johnston, Shane Kippel, Andrea Lewis, Mike Lobel, Miriam McDonald, Melissa McIntyre, Daniel Morrison, Adamo Ruggiero, Cassie Steele and Sarah Barrable-Tishauer) | Degrassi: The Next Generation | Nom       | [ 22 ] |
| 2007 | Gemini Award                       | Best Performance in a Children's or Youth Program or Series (Episodio "Eyes Without a Face" pt. 2) | Degrassi: The Next Generation | Ganadora  | [ 23 ] |
| 2008 | Monaco International Film Festival | Best Ensemble Cast (Compartido con: Tommy Lioutas, Garen Boyajian, Bruce Gooch y Sean O'Neill) | The Cross Road                | Ganadora  | [ 24 ] |
| 2010 | Teen Choice Award                  | Choice TV: Female Scene Stealer | 90210                         | Nom       | [ 25 ] |